# Pottsville Maroons
I Pottsville Maroons sono stati una squadra professionistica di football americano fondata nel 1920 col nome di Pottsville Eleven e con sede, dal 1920 al 1928 a Pottsville e nel 1929 a Boston. Hanno fatto parte della National Football League, disputando le stagioni dal 1925 al 1929, anno in cui assunsero il nome di Boston Bulldogs.

## Giocatori importanti

### Membri dellaPro Football Hall of Fame
Quello che segue è l'elenco delle personalità che hanno fatto parte dei Pottsville Maroons che sono state ammesse nella Pro Football Hall of Fame con l'indicazione del ruolo ricoperto nella squadra, il periodo di appartenenza e la data di ammissione (secondo cui è stato ordinato l'elenco).
- Pete Henry, offensive tackle, dal 1927 al 1928 e allenatore capo nel 1928, ammesso nel 1963
- John McNally, halfback nel 1928, ammesso nel 1963
- Walt Kiesling, offensive e defensive lineman nel 1928, ammesso nel 1966